# Lorenz Specht
Lorenz Specht (* 21. Mai 1931 in Ludwigsmoos; † 30. August 2016) war ein deutscher Motorradsportler.

## Sportlicher Werdegang
Seine motorsportliche Laufbahn begann er 1951 mit Geschicklichkeitsfahrten. Seine daraus gewonnenen Erfahrungen konnte er im Trialsport nutzen. Bei den ersten Deutschen Meisterschaften 1960 gewann er den Titel in der Klasse bis 100 cm³, im Folgejahr verteidigte er diesen erfolgreich. 1955 wurde er Werksfahrer bei Ardie, bestritt zu diesem Zeitpunkt schon erfolgreich Geländesport-Wettbewerbe. Nachdem sich die Nürnberger Firma aus dieser Motorsportdisziplin zurückgezogen hatte, wechselte er zu Zündapp.
Zwischen 1962 und 1970 erkämpfte sich Lorenz Specht sieben Einzel-Titel bei den Deutschen Meisterschaften im Motorradgeländesport. Seit 1967 war er auch bei der Enduro-Europameisterschaft am Start und wurde 1970 Europameister der Klasse bis 100 cm³.
Mit einer 175-cm³-Maschine nahm er 1957 als Fahrer der BRD-Nationalmannschaft um die Trophy erstmals an der 32. Internationalen Sechstagefahrt im tschechoslowakischen Špindlerův Mlýn teil und errang den Sieg. Danach war er – bis auf einen Jahrgang – stets Mitglied der bundesdeutschen Nationalmannschaft, mehrfach als ihr Kapitän. 1961 und 1968 gewann Lorenz Specht erneut mit dem Team die Six Days. Letztmals nahm er 1972 an dieser Veranstaltung teil und beendete anschließend seine Laufbahn.
Für  seine sportlichen Leistungen erhielt er am 28. Mai 1969 das Silberne Lorbeerblatt.